# Comandanti dei campi di concentramento e sterminio nazisti

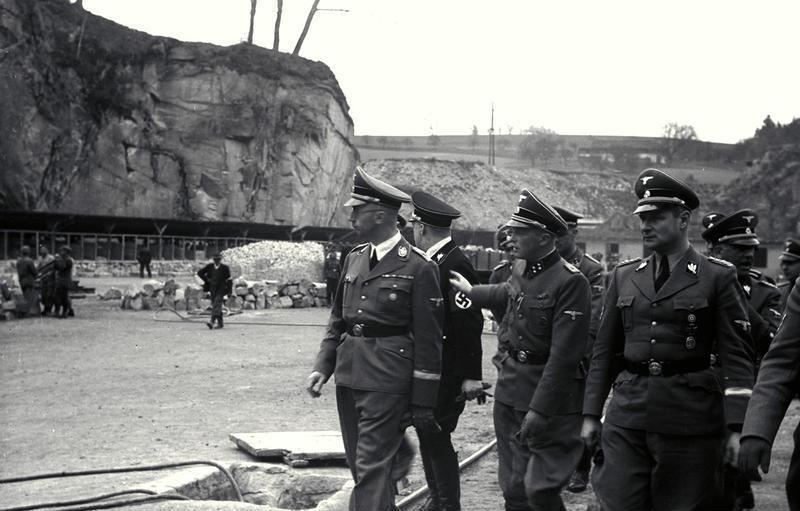
Il comandante di Mauthausen, Franz Ziereis, conduce Heinrich Himmler ad un'ispezione del campo

Il comandante di lager (KZ-Kommandant o Lagerkommandant) era la carica principale nella gerarchia nazista tra il personale in servizio nei campi di concentramento e di sterminio utilizzati dal regime nazionalsocialista nel periodo compreso tra il 1933 e il 1945.

## Funzioni e responsabilità
Le funzioni e responsabilità del comandante di lager erano definite dall'"Ispettorato dei campi di concentramento" (IKL, Inspektion der Konzentrationslager). Il comandante dirigeva il quartier generale del campo ed era responsabile di ogni aspetto della sua gestione interna.
Compito del comandante di lager era in primo luogo quello di garantire la sicurezza del campo. Pertanto, tutto il personale delle SS era obbligato a riferirgli ogni incidente importante sul campo. Il comandante doveva rimanere costantemente nel campo; la sua assenza per più di 24 ore richiedeva il consenso dell'Ispettorato dei campi di concentramento. In caso di allarme causato da ribellione o fuga, tutto il personale era soggetto al suo comando ed egli aveva il controllo completo dell'emissione di ordini e comandi.
Un altro compito del comandante era quello di istruire i subordinati sui loro compiti, sulle questioni di sicurezza del campo e sul trattamento dei prigionieri. Il comandante monitorava le modalità di impiego di prigionieri, determinando, tra le altre cose, l'orario di lavoro. Il comandante infine aveva autorità su tutte le questioni disciplinari che riguardavano il personale delle SS operante nel campo di concentramento.
Al comandante era assegnato di norma un aiutante, o vice comandante, responsabile dell'esecuzione immediata, completa e accurata degli ordini del comandante. Il resto del personale delle SS era subordinato al vice comandante. Nei più grandi campi di concentramento, i ranghi dei comandanti andavano per lo più da Hauptsturmführer a Obersturmbannführer.
Per quanto dotato di un potere pressoché assoluto all'interno del proprio campo, i comandanti a loro volta rispondevano direttamente a superiori, cui era affidato il coordinamento generale delle politiche di genocidio naziste. Per esempio, i campi di sterminio dell'Operazione Reinhard (Bełżec, Sobibór, Treblinka) operarono sotto la supervisione di Odilo Globočnik e del suo aiutante Christian Wirth. Essi a loro volta agivano sotto il comando di Reinhard Heydrich e Heinrich Himmler in una catena di responsabilità che riconduceva ai vertici stessi del regime nazista (vedi Responsabili dell'Olocausto).

## Elenco dei comandanti dei campi principali
L'elenco seguente comprende i principali lager nazisti operanti tra il 1933 e il 1945. In colore giallo sono evidenziati i campi di sterminio, nei quali venne portata a termine, per la maggior parte, la «soluzione finale della questione ebraica».
Per ciascun comandante vengono riportati i termini del loro mandato e notizie biografiche relative alla loro sorte.
| campo                          | nome del comandante                          | dal               | al                    | Destino |
| ------------------------------ | -------------------------------------------- | ----------------- | --------------------- | --- |
| Auschwitz                      | Rudolf Höß (1901-1947)                       | 4 maggio 1940     | 10 novembre 1943      | Impiccato nel 1947. |
| Auschwitz                      | Arthur Liebehenschel (1901-1948)             | 11 novembre 1943  | 8 maggio 1944         | Impiccato nel 1948. |
| Auschwitz                      | Richard Baer (1911-1963)                     | 11 maggio 1944    | 27 gennaio 1945       | Latitante fino all'arresto nel 1963 e poi morto in carcere prima del processo. |
| Auschwitz-Birkenau             | Friedrich Hartjenstein (1905-1954)           | 22 novembre 1943  | 8 maggio 1944         | Morto in carcere nel 1954 |
| Auschwitz-Birkenau             | Josef Kramer (1906-1945)                     | 8 maggio 1944     | 25 novembre 1944      | Impiccato nel 1945 |
| Bełżec                         | Christian Wirth (1885-1944)                  | dicembre 1941     | agosto 1942           | Il 26 maggio 1944 fu ucciso dai partigiani jugoslavi in un combattimento presso Fiume. |
| Bełżec                         | Gottlieb Hering (1887-1945)                  | agosto 1942       | dicembre 1942         | |
| Bolzano                        | Karl Friedrich Titho (1911-2001)             | 1944              | 1945                  | Trascorse nove anni di prigione, e fu quindi scarcerato. La richiesta di estradizione in Italia fu sempre respinta.                                                                                    |
| Fossoli                        | Karl Friedrich Titho (1911-2001)             | maggio 1944       | 1945                  | Trascorse nove anni di prigione, e fu quindi scarcerato. La richiesta di estradizione in Italia fu sempre respinta.                                                                                    |
| Monowitz                       | Heinrich Schwarz (1906-1947)                 | 11 novembre 1943  | 17 gennaio 1945       | Giustiziato mediante fucilazione nei boschi presso Sandweier il 20 marzo 1947 |
| Bergen-Belsen                  | Adolf Haas (1893-1945)                       | aprile 1943       | 2 dicembre 1944       | Le circostanze della sua morte non sono chiare, si dice sia rimasto ucciso nelle ultime fasi della Battaglia di Berlino, il 20 aprile 1945.                                                            |
| Bergen-Belsen                  | Josef Kramer (1906-1945)                     | 2 dicembre 1944   | 15 aprile 1945        | Impiccato nel 1945 |
| Buchenwald                     | Karl Otto Koch (1897-1945)                   | luglio 1937       | dicembre 1941         | Fucilato a Buchenwald il 5 aprile 1945. |
| Buchenwald                     | Hermann Pister (1885-1948)                   | dicembre 1941     | 13 aprile 1945        | |
| Chełmno                        | Herbert Lange (1909-1945)                    | dicembre 1941     | marzo/aprile 1942     | |
| Chełmno                        | Hans Bothmann (1911-1946)                    | marzo/aprile 1942 | marzo 1943            | |
| Dachau                         | Hilmar Wäckerle (1899-1941)                  | 19 aprile 1933    | 25 giugno 1933        | |
| Dachau                         | Theodor Eicke (1892-1943)                    | 28 giugno 1933    | 10 dicembre 1934      | Morì il 26 febbraio 1943 a Orel, sul Fronte orientale, dopo che il suo aereo venne abbattuto dal fuoco russo.                                                                                          |
| Dachau                         | Heinrich Deubel (1890-1962)                  | 10 dicembre 1934  | 1º aprile 1936        | |
| Dachau                         | Hans Loritz (1895-1946)                      | 1º aprile 1936    | 19 febbraio 1940      | |
| Dachau                         | Alexander Piorkowski (1904-1948)             | 19 febbraio 1940  | 1º settembre 1942     | |
| Dachau                         | Martin Gottfried Weiß (1905-1946)            | 1º settembre 1942 | 1º ottobre 1943       | |
| Dachau                         | Eduard Weiter (1889-1945)                    | 1º ottobre 1943   | 26 aprile 1945        | |
| Flossenbürg                    | Jacob Weiseborn (1892-1939)                  | maggio 1938       | 20 gennaio 1939       | |
| Flossenbürg                    | Karl Künstler (1901-1945)                    | 20 gennaio 1939   | 10 agosto 1942        | |
| Flossenbürg                    | Karl Fritzsch (1903-1945)                    | 10 agosto 1942    | settembre 1942        | |
| Flossenbürg                    | Egon Zill (1906-1974)                        | settembre 1942    | 29 aprile 1943        | |
| Flossenbürg                    | Max Kögel (1895-1946)                        | 29 aprile 1943    | 23 aprile 1945        | |
| Groß-Rosen                     | Arthur Rödl (1898-1945)                      | 1º maggio 1941    | 15 settembre 1942     | |
| Groß-Rosen                     | Wilhelm Gideon (1898-1977)                   | 15 settembre 1942 | 10 ottobre 1943       | |
| Groß-Rosen                     | Johannes Hassebroek (1910-1977)              | 11 ottobre 1943   | febbraio 1945         | |
| Majdanek                       | Karl Otto Koch (1897-1945)                   | settembre 1941    | luglio 1942           | Fucilato a Buchenwald il 5 aprile 1945. |
| Majdanek                       | Max Kögel (1895-1946)                        | agosto 1942       | ottobre 1942          | |
| Majdanek                       | Hermann Florstedt (1895-1945)                | ottobre 1942      | settembre 1943        | |
| Majdanek                       | Martin Gottfried Weiß (1905-1946)            | ottobre 1943      | fine maggio 1944      | |
| Majdanek                       | Arthur Liebehenschel (1901-1948)             | fine maggio 1944  | 22 luglio 1944        | Impiccato nel 1948 |
| Mauthausen-Gusen               | Albert Sauer (1898-1945)                     | 8 agosto 1938     | 17 febbraio 1939      | |
| Mauthausen-Gusen               | Franz Ziereis (1905-1945)                    | 17 febbraio 1939  | 5 maggio 1945         | Dopo essere stato arrestato, venne trasferito all'Ospedale militare americano di Gusen, dove morì, dopo l'interrogatorio, il giorno seguente. Possibile vittima di interrogatorio pesante con torture. |
| Natzweiler-Struthof            | Hans Hüttig (1894-1980)                      | 21 maggio 1941    | febbraio 1942         | |
| Natzweiler-Struthof            | Egon Zill (1906-1974)                        | maggio 1942       | 25 ottobre 1942       | |
| Natzweiler-Struthof            | Josef Kramer (1906-1945)                     | 25 ottobre 1942   | 4 maggio 1944         | Impiccato nel 1945 |
| Natzweiler-Struthof            | Friedrich Hartjenstein (1905-1954)           | 9 maggio 1944     | gennaio 1945          | Morto in carcere nel 1954 |
| Natzweiler-Struthof            | Heinrich Schwarz (1906-1947)                 | febbraio 1945     | aprile 1945           | Giustiziato mediante fucilazione nei boschi presso Sandweier il 20 marzo 1947. |
| Neuengamme                     | Martin Gottfried Weiß (1905-1946)            | 13 dicembre 1938  | autunno 1942          | |
| Neuengamme                     | Max Pauly (1907-1946)                        | autunno 1942      | 4 maggio 1945         | |
| Plaszów                        | Horst Pilarzik                               | 1942              | 1942                  | |
| Plaszów                        | Franz Müller                                 | 1942              | febbraio 1943         | |
| Plaszów                        | Amon Leopold Göth (1908-1946)                | febbraio 1943     | 13 settembre 1944     | Fu giustiziato per impiccagione il 13 settembre 1946 a Cracovia, vicino al campo di Plaszòw. |
| Plaszów                        | Kurt Schupke (1898-1948)                     | 13 settembre 1944 | gennaio 1945          | Giustiziato, data sconosciuta |
| Ravensbrück                    | Max Kögel (1895-1946)                        | 18 maggio 1939    | agosto 1942           | |
| Ravensbrück                    | Fritz Suhren (1908-1950) Johann Schwarzhüber | agosto 1942       | 30 aprile 1945        | |
| Sachsenhausen-Oranienburg      | Michael Lippert (1897-1969)                  | luglio 1936       | ottobre 1936          | |
| Sachsenhausen-Oranienburg      | Karl Otto Koch (1897-1945)                   | ottobre 1936      | luglio 1937           | Fucilato a Buchenwald il 5 aprile 1945. |
| Sachsenhausen-Oranienburg      | Hans Helwig (1881-1952)                      | luglio 1937       | gennaio 1938          | |
| Sachsenhausen-Oranienburg      | Hermann Baranowski (1884-1940)               | gennaio 1938      | settembre 1939        | |
| Sachsenhausen-Oranienburg      | Walter Eisfeld (1905-1940)                   | settembre 1939    | gennaio 1940          | |
| Sachsenhausen-Oranienburg      | Hans Loritz (1895-1946)                      | gennaio 1940      | settembre 1942        | |
| Sachsenhausen-Oranienburg      | Anton Kaindl (1902-1948)                     | settembre 1942    | 22 aprile 1945        | |
| Sobibór                        | Franz Stangl (1908-1971)                     | aprile 1942       | settembre 1942        | Morì, in seguito a un infarto, nella prigione di Düsseldorf il 28 giugno 1971. |
| Sobibór                        | Franz Reichleitner (1906-1944)               | settembre 1942    | ottobre 1943          | Il 3 gennaio 1944 Reichleitner fu catturato dai partigiani a Fiume e ucciso |
| Stutthof                       | Max Pauly (1907-1946)                        | settembre 1939    | agosto 1942           | |
| Stutthof                       | Paul-Werner Hoppe (1910-1974)                | agosto 1942       | aprile 1945           | |
| Theresienstadt                 | Siegfried Seidl (1911-1947)                  | novembre 1941     | luglio 1943           | Fu giustiziato per impiccagione il 4 febbraio 1947 a Vienna |
| Theresienstadt                 | Anton Burger (1911-1991)                     | luglio 1943       | febbraio 1944         | |
| Theresienstadt                 | Karl Rahm (1907-1947)                        | febbraio 1944     | maggio 1945           | impiccato dopo un sommario processo nel 1947. |
| Treblinka                      | Irmfried Eberl (1910-1948)                   | luglio 1942       | settembre 1942        | Al termine della seconda guerra mondiale lavorò come medico a Blaubeuren sotto mentite spoglie: scovato dagli Alleati nel gennaio del 1948, nel corso di quell'anno si suicidò.                        |
| Treblinka                      | Franz Stangl (1908-1971)                     | settembre 1942    | agosto 1943           | (vedi sopra) |
| Treblinka                      | Kurt Hubert Franz (1914-1998)                | agosto 1943       | ottobre/novembre 1943 | Condannato a vita in carcere fu rilasciato a causa dell'età avanzata e per problemi di salute a metà del 1993. È morto il 4 luglio 1998 a in una casa di riposo per anziani a Wuppertal in Germania.   |
| Trieste (Risiera di San Sabba) | Josef Oberhauser (1915-1979)                 | ottobre 1943      | aprile 1945           | Condannato per crimini commessi sia a Belzec che alla Risiera di San Sabba, sconterà solo poco più di 2 anni di prigionia                                                                              |